# Specifický impuls
Specifický impuls (značí se Isp, jednotkou je N.s/kg nebo sekunda) je jedním z nejdůležitějších parametrů raketových a proudových motorů a udává palivovou účinnost motoru. V anglosaské literatuře i řadě dalších publikací se používá definice založená na poměru tahu a normálního gravitačního zrychlení. Výsledná nominální hodnota v sekundách je 9,81krát menší než hodnota v N.s/kg.

## Definice

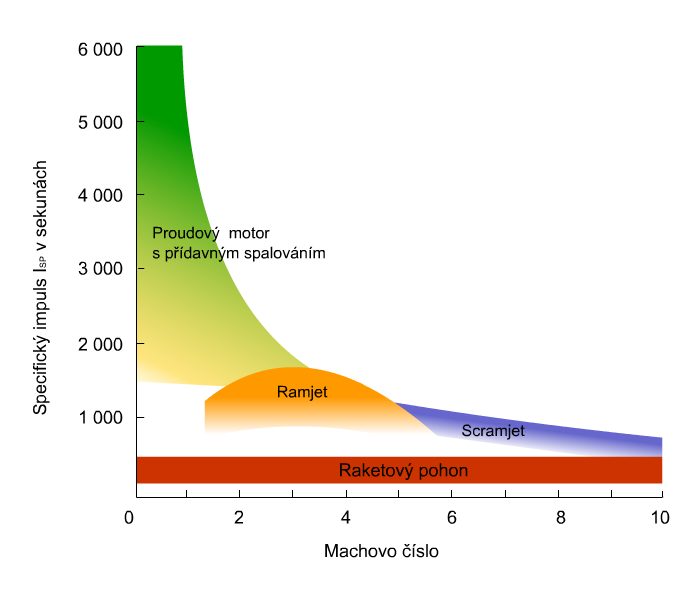
Specifický impuls různých pohonů, proudový motor, náporový motor (RAMJET), hypersonický náporový motor (scramjet), raketový motor

Specifický impuls je poměr tahu k množství spotřebovaného paliva za sekundu. Jestliže je specifický impuls například 1000 N.s/kg znamená to, že jeden kilogram pracovní látky dokáže vyvolat po dobu jedné sekundy tah 1000 Newtonů a zrovna tak to znamená, že po dobu 1000 sekund bude dávat tah jednoho Newtonu. Kromě toho je specifický impuls číselně roven efektivní výtokové rychlosti, tudíž pracovní látka v motoru s Isp 1000 N.s/kg má efektivní výtokovou rychlost 1000 m/s.
Na rozdíl od skutečné výtokové rychlosti, je efektivní výtoková rychlost v m/s vždy číselně rovna specifickému impulsu v N.s/kg a tuto hodnotu lze přímo dosadit do Ciolkovského rovnice. To platí pro všechny druhy reaktivních pohonů, ať už mají uzavřený cyklus nebo otevřený a ať už čerpají pracovní látku z okolí nebo ne.
U proudových motorů je vyšší specifický impuls způsoben tím, že pracovní látku (vzduch) čerpají z okolí a palivo tvoří jen menší část hmoty, protékající motorem.
V anglosaské literatuře se uvádí definice specifického impulsu jako poměr tahu k normálnímu gravitačnímu zrychlení a k sekundové spotřebě. Potom je jednotkou sekunda. Tato definice vychází z toho, že hmotnost i tah jsou uváděny ve stejných jednotkách, v librách nebo kilogramech. Takže specifický impuls v sekundách informuje o tom, po jak dlouhou dobu dokáže poskytovat jedna libra nebo kilogram pracovní látky tah jedné libry respektive kilogramu.

## Jednotky
Převodní tabulka
|                     | Specifický impuls | Specifický impuls | Efektivní výtoková rychlost |
| Jednotky SI         | =X sekund         | =9,81 X N·s/kg    | =9,81 X m/s                 |
| Imperiální jednotky | =X sekund         | =X lbf·s/lb       | =32,16 X ft/s               |

V anglicky psané literatuře je v současnosti nejpoužívanější jednotkou pro specifický impuls sekunda, která je používána jak v zemích s imperiálními jednotkami tak v zemích s metrickým systémem. Tato jednotka má hlavní výhodu, že její číselná hodnota je identická všude na světě a rozumí jí prakticky každý. Téměř všichni světoví výrobci udávají specifikace svých produktů právě v těchto jednotkách.
Jednotka N.s/kg je běžná v evropské (neanglicky psané) literatuře. Na rozdíl od Isp v sekundách je přímo provázána se jednotkami SI (z výpočtů odpadá konstanta normálního gravitačního zrychlení) a je rovna efektivní výtokové rychlosti v m/s.
NASA dříve používala jednotky ft/s pro efektivní výtokovou rychlost a lbf·s/lb pro specifický impuls. Jednotka ft/s byla používána v době programu Apollo, avšak v současnosti NASA používá jednotky SI, kdekoli je to možné. Jednotka lbf·s/lb se také vyskytuje velmi zřídka, ale v některých publikacích se s ní ještě lze setkat.

## Výpočet impulsu raketového motoru
Pro motory poháněné horkými plyny (většina soudobých raketových motorů) lze specifický impuls spočítat z vlastností motoru a paliva podle vzorce:
{\displaystyle I_{s}={\sqrt {\left({\frac {2\kappa }{(\kappa -1)}}{\frac {R}{M}}T_{s}\right)\left(1-\left({\frac {p_{U}}{p_{SK}}}\right)^{\frac {\kappa -1}{\kappa }}\right)}}}
kde
- Is – specifický impuls v N.s/kg
- {\displaystyle \kappa } – Poissonova konstanta
- R – univerzální plynová konstanta
- M – průměrná molární hmotnost produktů reakce
- Ts – teplota ve spalovací komoře
- pU – tlak v ústí trysky
- pSK – tlak ve spalovací komoře

Ze vzorce plyne jeden důležitý detail pro určení vhodného směšovacího poměru paliva s okysličovadlem:
Specifický impuls roste úměrně teplotě ve spalovací komoře, ale klesá s rostoucí molekulovou hmotností produktů spalování. Směšovací poměr pro dosažení nejvyššího impulsu může být proto jiný, než by odpovídalo dokonalému spálení paliva podle stechiometrické rovnice.

### Příklad
Pro dokonalé spálení vodíku a kyslíku je stechiometrický poměr hmotností mH:mO 1:8. Při tomto poměru dojde k dokonalému spálení obou složek na vodu a ve spalovací komoře bude dosaženo nejvyšší teploty. Nejvyšší specifický impuls bude ale mít motor, spalující palivo přibližně v poměru 1:3 (počítáno pro tlak 50 barů ve spalovací komoře). V praxi bude ale nejspíše použito poměru někde mezi oběma hodnotami, protože samotný (kapalný) vodík má příliš malou hustotu a výhoda vyššího specifického impulsu by byla smazána potřebou větší a těžší konstrukce vodíkové nádrže.

## Vztah impulsu a tahu

### Ispv N.s/kg
{\displaystyle \mathrm {F_{\rm {tah}}} =I_{\rm {sp}}\cdot {\frac {\Delta m}{\Delta t}}\,}
- Ftah – tah motoru v Newtonech
- Is – specifický impuls v N.s/kg
- {\displaystyle {\frac {\Delta m}{\Delta t}}} – hmotnostní průtok paliva

### Ispv sekundách
{\displaystyle \mathrm {F_{\rm {tah}}} =I_{\rm {sp}}\cdot {\frac {\Delta m}{\Delta t}}\cdot g_{\rm {0}}\,}
- Ftah – tah motoru v Newtonech
- Isp – specifický impuls v sekundách
- {\displaystyle {\frac {\Delta m}{\Delta t}}} – hmotnostní průtok paliva
- g0 – gravitační zrychlení na povrchu Země

## Příklady
| Motor                                   | Efektivní výtoková rychlost (m/s, N·s/kg) | Specifický impuls (s) | Energie v kg (MJ/kg) |
| --------------------------------------- | ----------------------------------------- | --------------------- | -------------------- |
| Proudový motor                          | 29 000 (skutečně asi ~300)                | 3 000                 | 43                   |
| Raketový motor na tuhé pohonné látky    | 2 500                                     | 250                   | 3,0                  |
| Raketový motor na kapalné pohonné látky | 4 400                                     | 450                   | 9,7                  |
| Iontový motor                           | 29 000                                    | 3 000                 | 430                  |
| VASIMR                                  | 290 000                                   | 30 000                | 43 000               |